# Хелън Деуит
Хелън Деуѝт (на английски: Helen DeWitt) е американска писателка, авторка на романите The Last Samurai (неофициален превод: „Последният самурай“, 2000), Your Name Here („Името ти тук“, 2007) и Lightning Rods („Гръмоотводи“, 2012).

## Биография
Хелън ДеУит е родена през 1957 в Такома Парк, Мериленд. Живее в Берлин.
Израства основно в латиноамерикански държави (Мексико, Бразилия, Колумбия и Еквадор), където родителите ѝ работят по дипломатическите мисии на Съединените щати. След година обучение в училище „Норфийлд Маунт Хърмън“ в Джил, Масачузетс и два кратки периода в колежа „Смит“, Нортхемптън, Масачузетс, Деуит започва да учи класически култури в Оксфордския университет, първо в колежа „Лейди Маргрет Хол“, а после в колежа „Брейзноуз“, където прави докторат.

## Творчество
Деуит е известна най-вече с получилия одобрението на критиката дебютен роман „Последният самурай“ (който не е свързан по никакъв начин с едноименния филм). Тя е трябвало да работи различни неща, докато се е опитвала да завърши книгата, включително е набирала текстове за речници, работила е за Dunkin' Donuts и в обществена пералня. През това време се е опитвала да завърши много от започнатите си романи, когато през 1998 година окончателно приключва с романа „Последният самурай“, нейният петдесети по ред ръкопис.
През 2001 година романът влиза в списъка с номинации за годишната награда „Арт Зайденбаум“ за дебютна проза на Лос Анджелис Таймс, а през 2002 година романът е номиниран за Международната Дъблинска литературна награда IMPAC.
През 2005 Деуит работи заедно с Ингрид Кърма, лондонска художничка, и пише “limit5” за изложбата “Blushing Brides”.
През 2012, Хелън Деуит публикува втория си роман „Гръмоотводи“ при независимото бирмингамско издателство „And Other Stories“ Романът получава положителен прием от литературната критика.
Извадка от недовършен роман, базиран във Флин Флон, Манитоба, е публикуван в „Open Book: Ontario“ в статия, посветена на романа и трудностите на Деуит да си намери издател.
Краткият ѝ разказ "Climbers", изследващ художествените идеали и комерсиалната реалия на писателския живот, е публикуван в броя от ноември 2014 година на списание „Harper's“.

## Романи
- The Last Samurai (New York: Hyperion, 2000; ISBN 0-7868-6668-3)
- Lightning Rods (High Wycombe: And Other Stories, 2012; ISBN 978-1-908276-11-7)